# William Kerr, III marchese di Lothian
William Kerr, III marchese di Lothian (1690 – Edimburgo, 28 luglio 1767), è stato un nobile scozzese.

## Biografia
Era il primogenito di William Kerr, II marchese di Lothian, e di sua moglie, Lady Jean Campbell.

## Carriera
Succedette al padre nel 1722 ed è stato eletto pari nel 1731, prese posto nella Camera dei lord fino al 1761. Dal 1732 al 1738, era Lord commissario dell'Assemblea Generale della Chiesa di Scozia, ed è stato nominato Cavaliere del Cardo nel 1734. A partire dal 1739 fino alle sue dimissioni nel 1756, è stato Lord Clerk Register.

## Matrimonio
Sposò, il 7 dicembre 1711, Margaret Nicolson, figlia di Sir Thomas Nicolson, 1 Baronetto, e di Margaret Nicolson. Ebbero tre figli:
- Lord Robert Kerr (?-1746), ucciso nella battaglia di Culloden
- William Kerr, IV marchese di Lothian (1710-1775)
- Lady Jane Kerr, morì giovane.

Sua moglie morì il 30 settembre da 1759. Sposò, il 1º ottobre 1760, la cugina Janet Kerr, non ebbero figli.

## Morte
Morì il 28 luglio 1767, a Lothian House.

## Onorificenze
| Controllo di autorità | VIAF (EN) 71263264 · ISNI (EN) 0000 0000 4998 2325 · LCCN (EN) nr93020898 |